# Octilisotiazolinona
La octilisotiazolinona (OIT) pertenece a la clase de compuestos heterocíclicos conocidos como isotiazolinonas y es un biocida ampliamente utilizado.

## Propiedades químicas
La octilisotiazolinona puede degradarse en el medio ambiente por hidrólisis, fotólisis, degradación microbiana o por la acción de partículas nucleófilas en monóxido y dióxido de carbono (CO y CO2), óxidos de nitrógeno y óxidos de azufre.

## Usos
Debido a su efecto fungicida, la octilisotiazolinona se utiliza como conservante para proteger películas de revestimiento, madera y en lubricantes refrigerantes, pinturas para techos, tintas de impresión y textiles. Su uso como biocida está actualmente limitado en la UE hasta finales de 2027.

## Importancia biológica
Dado que el contacto con la piel puede provocar sensibilización, los productos con una concentración de 500 ppm o más deben ir etiquetados en el envase.